# لويس روبرتو ألفيس
لويس روبرتو ألفيس (بالإسبانية: Luis Roberto Alves)‏ (23 مايو 1967 بمدينة مكسيكو في المكسيك - ) هو لاعب كرة قدم مكسيكي في مركز مهاجم ‏، شارك في كأس العالم 1994. وشارك مع منتخب المكسيك لكرة القدم. أما مع النوادي، فقد لعب مع أتلانتي إف سي ونادي أمريكا ونادي نيكاكسا.

## مسيرته الكروية
لعب لويس روبرتو ألفيس خلال مسيرته الاحترافية مع 3 أندية في ثمانية عشر موسمًا وسجل خلالها 184 هدف ضمن 524 مباراة. ولم يفز بأي موسم بالكأس وفاز في ثلاثة مواسم بالدوري.
خاض لويس روبرتو ألفيس مسيرته مع نادي أمريكا في موسم 1985–86 في المرة الأولى ليلعب معه أحد عشر موسمًا ثم في موسم 1997–98 لمدة موسم واحد، مشاركًا طوالها في 360 مباراة سجل خلالها 143 هدف. ثم انتقل إلى نادي أتلانتي إف سي في موسم 1996–97 في المرة الأولى لمدة موسم واحد ثم في موسم 1998–99 ولمدة موسمين، حيث شارك طوالها في 69 مباراة سجل خلالها 22 هدفًا. لينتقل بعدها إلى نادي نيكاكسا في موسم 2000–01 واستمر معه طيلة ثلاثة مواسم، مشاركًا في 95 مباراة سجل خلالها 19 هدفًا.

## وصلات خارجية
- لويس روبرتو ألفيس على موقع قاعدة بيانات كرة القدم.إي يو (الإنجليزية)
- لويس روبرتو ألفيس على موقع ناشيونال فوتبول تيمز (الإنجليزية)
- لويس روبرتو ألفيس على موقع Soccerway.com (الإنجليزية)